# Danh sách tập phim Tokyo Ghoul

Hình ảnh của anime Tokyo Ghoul

Tokyo Ghoul là loạt TV anime do hãng Pierrot sản xuất dựa trên manga cùng tên, được phát sóng trên kênh Tokyo MX từ 14, tháng 07 tới 19, tháng 09 năm 2014 và phần tiếp theo mang tên Tokyo Ghoul √A cũng đã được lên sóng từ 08, tháng 01 tới 26, tháng 03 năm 2015. Nếu bạn thực sự muốn ủng hộ Tokyo ghoul, bạn có thể truy cập trang web chính thức của Tokyo Ghoul để donate hoặc vào Tokyo Ghoul Merch Lưu trữ ngày 22 tháng 4 năm 2021 tại Wayback Machine

## Danh sách các tập phim

### Tokyo Ghoul
| Tập phim | Tiêu đề                                    | Ngày phát sóng       |
| --- | ------------------------------------------ | -------------------- |
| 1 | "Bi kịch (Tragedy)" "Higeki" (悲劇)        | 4, tháng 7 năm 2014  |

Logo anime Tokyo Ghoul

| Ken Kaneki là một thanh niên trẻ, kết bạn với cô gái xinh đẹp và bí ẩn Rize Kamishiro, mà không biết rằng cô ấy là một quỷ ăn thịt. Rize tiết lộ ý định ăn thịt Kaneki, nhưng nhờ may mắn, Kaneki sống sót sau cuộc tấn công của cô ta nhưng bị trọng thương. Anh được đưa đi cấp cứu và được cứu sống nhờ việc cấy ghép nội tạng của Rize. Sự kiện này sau đó đã biến anh ta thành một bán Ghoul và Kaneki luôn phải đấu tranh để tồn tại cũng như đối phó với bản năng ăn thịt của mình. |                                            |                      |
| 2 | "Ủ bệnh (Incubation)" "Fuka" (孵化)        | 11, tháng 7 năm 2014 |
| Kaneki phải đấu tranh để thích ứng với bản năng mới của mình nhưng không thành công, cho đến khi gặp một quỷ ăn thịt khác, Nishiki Nishio, kẻ cố gắng biến người bạn của anh, Hideyoshi Nagachika thành con mồi và Kaneki buộc phải chiến đấu để bảo vệ bạn mình. |                                            |                      |
| 3 | "Bồ câu (Dove)" "Shirohato" (白鳩)         | 18, tháng 7 năm 2014 |
| Sau khi cứu được bạn, Kaneki được Touka Kirishima, 1 quỷ ăn thịt quận 20 đưa đến quán Cafe "Anteiku", quán cà phê do quỷ ăn thịt lập ra để giúp đỡ đồng loại yếu đuối. Anh gặp chủ quán Yoshimura, người dạy cho anh cách trà trộn trong xã hội loài người và che giấu bản chất thật của mình. Tuy nhiên, một quỷ ăn thịt khác lại xuất hiện, Shū Tsukiyama, cố tiếp cận anh với ý định mờ ám.                                                                                             |                                            |                      |
| 4 | "Bữa tối (Supper)" "Bansan" (晩餐)         | 25, tháng 7 năm 2014 |
| Kaneki kết bạn với Tsukiyama, cả hai cùng đi chơi. Tuy vậy, ít ra Kaneki cũng biết Tsukiyama đang chuẩn bị một cái bẫy chết người dành cho anh. |                                            |                      |
| 5 | "Vết sẹo (Scar)" "Zankon" (残痕)           | 01, tháng 8 năm 2014 |
| Dự định khiến Kaneki tự dâng mình làm thức ăn, Tsukiyama chuẩn bị một cái bẫy khác, bằng cách sử dụng cô bạn gái là con người của Nishio làm con tin. |                                            |                      |
| 6 | "Cơn dông (Cloudburst)" "Shūu" (驟雨)      | 8, tháng 8 năm 2014  |
| Tsukiyama bị Touka đánh bại với sự giúp đỡ của Kaneki và Nishio. Những sự việc xảy ra gần đây ở quận 20 bắt đầu thu hút sự chú ý của bên cảnh sát, họ đã đưa hai Thanh tra, Kureo Mado và Kotaro Amon tới quận 20 để săn lùng tung tích quỷ ăn thịt trong khu vực. |                                            |                      |
| 7 | "Giam giữ (Captivity)" "Yūshū" (幽囚)      | 15, tháng 8 năm 2014 |
| Mẹ của Hinami bị Mado giết. Touka đã tấn công các thành viên của đội điều tra quỷ ăn thịt và giết chết Kusaba, nhưng bị Mado đánh trọng thương. Kaneki nói với Touka anh muốn đấu với Thanh tra và anh được nhận mặt nạ của đại diện của mình. |                                            |                      |
| 8 | "Vòng luẩn quẩn (Circular)" "Enkan" (円環) | 22, tháng 8 năm 2014 |
| Touka và Hinami chạm trán với Mado sau khi bị dẫn vào một cái bẫy. Lúc hỗn loạn, Kaneki chạm trán với Amon trong khi Touka phải tập trung vào việc trả thù cho Hinami. |                                            |                      |
| 9 | "Lồng chim (Birdcage)" "Torikago" (鳥籠)   | 29, tháng 8 năm 2014 |
| Sau trận chiến với Mado, Hinami bắt đầu sống chung với Touka và Kaneki. Vẫn còn đau buồn về việc mất đi cộng sự, Amon được chuyển công tác đến quận 11, nơi cảnh sát đang gặp khó khăn khi phải đối mặt với một số quỷ ăn thịt nguy hiểm không hề sợ cảnh sát. |                                            |                      |
| 10 | "Aogiri" (青桐)                            | 5, tháng 9 năm 2014  |
| Kaneki bị thành viên của Aogiri Tree, một quỷ ăn thịt ở thế giới ngầm, kẻ quan tâm tới sự liên hệ của anh với Rize bắt cóc. Trong khi đó, Amon được giới thiệu một cộng sự mới lập dị và nguy hiểm, Juuzou Suzuya. |                                            |                      |
| 11 | "Hưng phấn (High Spirits)" "Shōten" (衝天) | 12, tháng 9 năm 2014 |
| Trong khi bạn bè ở Anteiku lập kế hoạch để giải cứu anh, Kaneki bị tra tấn bởi Jason, một trong những thành viên của Aogiri Tree, kẻ từng trốn thoát khỏi sự tra tấn của CCG. |                                            |                      |
| 12 | "Quỷ ăn thịt (Ghoul)" "Kushu" (喰種)       | 19, tháng 9 năm 2014 |
| Trong lúc bị tra tấn cả về thể chất lẫn tinh thần dưới tay của Jason, Kaneki đón nhận nửa Ghoul tồn tại trong mình và phản kháng. |                                            |                      |

### Tokyo Ghoul √A
| Tập số | Tựa đề                                               | Ngày phát sóng     |
| --- | ---------------------------------------------------- | ------------------ |

Logo anime Tokyo Ghoul √A

| 1 | "Đợt sóng mới (New Surge)" "Shin Kō" (新洸)          | 8, tháng 01, 2015  |
| Sau khi đánh bại Jason và chấp nhận nửa quỷ của mình, Kaneki gia nhập tổ chức Aogiri để bảo vệ những người thân của anh trong Anteiku. |                                                      |                    |
| 2 | "Hoa vũ (Dancing Flowers)" "Maika" (舞花)            | 15, tháng 01, 2015 |
| Giờ đây Kaneki đã đứng trong hàng ngũ của Aogiri, chúng mở các cuộc tấn công chống lại CCG. Amon được giới thiệu với Akira, con gái của thanh tra Mado, người được chỉ định trở thành cộng sự mới của anh. |                                                      |                    |
| 3 | "Người treo cổ (Hangman)" "Tsu hito" (吊人)          | 22, tháng 01, 2015 |
| Kaneki và Ayato giải thoát cho Naki, một tay chân cũ của Jason bị CCG giam giữ, và chuẩn bị xông vào "Cochlea", nhà tù an ninh tối cao đặc chế dành cho Ghouls. Trong khi đó, Toka trải qua chuyến viếng thăm tới trường đại học Kaneki từng học, nơi cô có một cuộc gặp gỡ với Hideyoshi. |                                                      |                    |
| 4 | "Những tầng sâu (Deeper Layers)" "Shinsō" (深層)     | 29, tháng 01, 2015 |
| Aogiri bắt đầu xâm lược nhà tù Cochlea và giải phóng đa số Ghoul bị giam giữ ở đây trong khi Amon và Akira ghé thăm nhà tù để tìm hiểu thêm về kế hoạch của Aogiri từ quỷ ăn thịt tên Donato Porpora. Giữa lúc trận chiến giữa CCG, cảnh vệ nhà tù và phe quỷ ăn thịt diễn ra, Kaneki gặp một quỷ ăn thịt tên là Orca, kẻ được lệnh đến cứu anh ra ngoài, nhưng thay vào đó lại tấn công anh. |                                                      |                    |
| 5 | "Kẽ hở (Rift)" "Kiretsu" (裂目)                      | 5, tháng 02, 2015  |
| Trận chiến tại Cochlea ngày một căng thẳng và khi Ayato gần như bị giết, cậu được Kaneki cứu thoát chỉ trong tích tắc. Về phần Kaneki, để có được khả năng mới, anh đã trải qua sự biến đổi kỳ lạ sau khi tiêu hóa cơ thể của quỷ ăn thịt đã chết để tăng sức mạnh cho chính mình. |                                                      |                    |
| 6 | "Vạn lối (Thousand Paths)" "Chiji" (千路)            | 12, tháng 02, 2015 |
| Sự xuất hiện của "Cú một mắt", kẻ được coi là nguy hiểm nhất, khiến CCG rời đi trong tình trạng báo động trong khi Kaneki quằn quại vì đau đớn trong thể trạng mới của mình. |                                                      |                    |
| 7 | "Xâm nhập (Permeation)" "Tōka" (透過)                | 19, tháng 02, 2015 |
| Lo lắng về sự mất tích của Kaneki, Hinami muốn làm điều gì đó cho anh, nhưng lại không dám quyết định, cho đến khi Kaneki xuất hiện tại Anteiku, cô bé gọi cho Touka để gặp anh một lần nữa. |                                                      |                    |
| 8 | "Chín muồi (Old Nines)" "Kyū kyū" (旧九)             | 26, tháng 02, 2015 |
| Sau khi tiết lộ với Kaneki rằng Cú một mắt thực ra là con của ông với một người phụ nữ là con người, Yoshimura đưa Touka và Hinami đến nơi an toàn, vì ông biết rằng CCG đã phát hiện ra sự thật về Anteiku và lên kế hoạch tấn công nó. |                                                      |                    |
| 9 | "Vọng phố (City In Waiting)" "Machi mochi" (街望)    | 5, tháng 03, 2015  |
| CCG triển khai một cuộc tấn công quy mô lớn vào Anteiku nhưng thay vì bỏ chạy, Yoshimura cùng bạn bè đã quyết định trụ lại chống trả, và dù đã được cảnh báo, Touka và Kaneki vẫn khởi hành quay lại quận 20 để hỗ trợ những người bạn. |                                                      |                    |
| 10 | "Trận mưa cuối (Last Rain)" "Tsui ame" (終雨)        | 12, tháng 03, 2015 |
| Bạn bè của Kaneki ở Anteiku dần bị đánh bại từng người một, nhưng anh đã đến kịp lúc để cứu họ. Trong khi đó, Juuzou, Shinohara và một vài thanh tra khác đã đánh bại Yoshimura sau một trận đánh kéo dài. Đột nhiên, một mối đe dọa lớn hơn xuất hiện trước mặt họ. |                                                      |                    |
| 11 | "Tràn hoa (Deluge of Flowers)" "Mitsuru hana" (溢花) | 19, tháng 03, 2015 |
| Aogiri Tree tham chiến, CCG bị dồn vào chân tường cho đến khi Thanh tra mạnh nhất của họ, Kisho Arima xuất hiện để hỗ trợ họ. Trong khi đó, Kaneki đang đối mặt với Amon. |                                                      |                    |
| 12 | "Ken" (研)                                           | 26, tháng 03, 2015 |
| Tỉnh dậy ở Anteiku, Kaneki nghe thấy ai đó kêu ca: "Pha cà phê khó quá". Có người đến, và đó là Hide. Vào thời điểm đó Kaneki nhận ra rằng 1 bên mắt của mình kích hoạt Kakugan, Hide nói với anh: "Tớ biết". Hide và Kaneki cùng uống một tách cà phê dở tệ. Hide nói với anh rằng cậu ta đã biết anh là quỷ ăn thịt từ khi Nishio đánh văng cậu ta ra và Kaneki đã cứu cậu ta. Hide thú nhận lúc đó mọi thứ như sụp đổ và những gì cậu ta làm là cố bình tĩnh trong khi bản thân đã suy sụp. Hide để lộ việc bị thương trong khi cố gắng đưa anh về Anteiku. Hình ảnh Hide xa dần trước mắt Kaneki và trước khi cậu ta biến mất khỏi tâm thức anh, Hide nói: "Về thôi". Touka đang cố chạy về phía Anteiku, cô ngã vập xuống rồi bắt đầu khóc khi nhìn thấy Anteiku bị đốt cháy. Cô nhận ra Kaneki bước ra ngoài mang theo vật gì đó trong tay. Touka đuổi theo Kaneki vừa hay một mảng lớn của đống đổ nát ập xuống nhưng nó bị phá ngay bởi dạng Kagune hóa cứng của cô. Touka tiếp tục đuổi theo Kaneki và va vào Renji. Renji nói rằng anh ta đã nhận lời yêu cầu cuối cùng từ Yoshimura nếu có chuyện xảy ra với ông. Touka chứng kiến Kaneki tiến về phía CCG và vật anh mang theo lộ ra. Kaneki mang xác chết của Hide đối mặt với Arima (Con át chủ bài của CCG). Sau mọi chuyện, Touka mở một quán cà phê mới với tên gọi là: "Re". |                                                      |                    |

## Nhà phát hành
Phim anime đã được phát hành thành đĩa DVD với định dạng Blu-Ray bao gồm bốn bộ đĩa.
| Bộ    | Bộ    | Tập phim             | Ngày phát hành DVD/Blu-ray |
| ----- | ----- | -------------------- | -------------------------- |
|       | Vol 1 | 1-3                  | 26 tháng 9 năm 2014        |
| Vol 2 | 4-6   | 31 tháng 10 năm 2014 |                            |
| Vol 3 | 7-9   | 28 tháng 11 năm 2014 |                            |
| Vol 4 | 10-12 | 26 tháng 12 năm 2014 |                            |